# Bewegung christlichen Lebens
Die Bewegung christlichen Lebens (en.: Christian Life Movement, Abk.: CLM; es.: Movimiento de Vida Cristiana, Abk.: MVC; it.: Movimento di Vita Cristiana, Abk.: MVC) ist eine Vereinigung von Gläubigen in der römisch-katholischen Kirche. Die Bewegung wurde um 1971 in Peru gegründet und hat etwa 25.000 Mitglieder in 21 Ländern. 1994 wurde sie durch den Päpstlichen Rat für die Laien anerkannt.

## Geschichte
Die Bewegung christlichen Lebens hat ihren Ursprung im „Sodalitium Christianae Vitae“. Sie entstand auf Initiative von Luis Ferdinando Figari in Lima. Die Peruanische Bischofskonferenz erteilte der Vereinigung die nationale Anerkennung, woraufhin sich die Bewegung über Peru hinweg in weitere Länder Südamerikas verbreitete. Am 23. März 1994 erhielt sie die Anerkennung durch den Päpstlichen Rat für die Laien und wurde in deren offizielles Register als eine internationale Gemeinschaft von Gläubigen päpstlichen Rechts aufgenommen.

## Selbstverständnis
Grundlage ihres Wirkens ist das Angebot zur Begegnung mit Gott. Deshalb fördert sie das christliche Leben durch die Verkündigung und Bezeugung des Glaubens. Die Entwicklung des Menschen soll dabei im Lichte des Evangeliums und des Lehramtes der Kirche stehen. Auf dieser Basis entwickelt die Bewegung Aktionsfelder zur Evangelisation unter Jugendlichen, zur Solidarität mit Hilfsbedürftigen, zur Evangelisierung der Kultur, zum Schutz der Familie und zur Verteidigung des Lebens. Gekennzeichnet sind diese Aktionen durch die Verehrung Mariens, einer intensiven Teilnahme an der Eucharistie und von einer tiefgreifenden Meditation.

## Organisation und Verbreitung
Die Bewegung ist in über 21 Ländern präsent, wobei sie sich auf Asien (1), Europa (5), Nordamerika (6) und Südamerika (9) verteilen. Zur MVC gehören etwa 25.000 Mitglieder. Die Mitglieder verpflichten sich zur persönlichen und gemeinschaftlichen apostolischen Mission. Sie gründen zu diesem Zweck Gemeinschaften, Gruppen, Institutionen und andere Organisationen. Hierzu gehören zum Beispiel: Christ in the City, Apostolat „Ciber“, Siloé, Pro vita. Alle Aktivitäten und Einzelorganisationen werden durch den Generalrat für Koordinierung geleitet. Der Generalrat besteht aus dem Generalkoordinator, dem Kirchlichen Assistenten und einem geschäftsführenden Sekretär. Das Generalat hat seinen Sitz in Lima. Zu den veröffentlichten Publikationen gehören die Jahreszeitschrift Nueva Alborada, das vierzehntäglich erscheinende Mitteilungsblatt Vida Cristiana und die Online-Nachrichten Noticias eclesiales. MVC gehört organisatorisch zur Familie des Solalitium Christianae Vitae und ist in deren Werken eingebunden, hierzu zählen unter anderen das Institut Vida y Espiritualidad und die Universität San Pablo de Arequipa.